# بوژستووسکا خوتا
بوژستووسکا خوتا (به لهستانی:  Borzestowska Huta) یک روستا در لهستان است که در گمینا خمیلنو واقع شده‌است. بوژستووسکا خوتا ۲۹۵ نفر جمعیت دارد.